# Aeródromo Enrique Mayer Soto
El Aeródromo Enrique Meyer Soto (OACI: SCCR), es un terminal aéreo ubicado junto a la localidad de Tortel, Provincia Capitán Prat, Región de Aysén, Chile. Este aeródromo es de carácter público.
Este aeródromo fue considerado en el año 2011 como uno de los aeródromos más difíciles para aterrizar en Chile